# Vasilij-katedralen
Vasilij-katedralen (russisk: Храм Васи́лия Блаже́нного (Sobor Vasilija Blazjennogo, "Katedralen for hellige Vasilij"), officielt собо́р Покрова́ Пресвято́й Богоро́дицы, что на Рву, "Katedralen for den hellige jomfru Marias forbøn, på voldgraven") er en flertårnskirke ved Den Røde Plads i Moskva, Rusland. Traditionelt opfattes den som et symbol på Ruslands unikke placering mellem Europa og Asien.
Ivan den Grusomme gav tilladelse til bygningen og den blev bygget mellem 1555 og 1561 for at fejre erobringen af Khanatet Kazan i 1552. Den er opført af arkitekterne Barma og Postnik.
Dens kaldenavn skyldes helgenen Vasilij (d. 1552), hvis jordiske rester blev placeret i kirkemuren. Bygningen består af otte kapeller omkring et centralt hovedkapel. I 1588 fik zar Fjodor Ivanovitj tilføjet et kapel. I 1600-tallet fik løgkuplerne de karakteristiske mønstre og farver. Kirken fungerer som museum. 